# قطعة 10 دنانير جزائرية
| 10 دينار ( الجزائر) | 10 دينار ( الجزائر)                                        |
| ------------------- | ---------------------------------------------------------- |
| قيمة:               | 10 دينار جزائري                                            |
| كتلة:               | 4,95 جم                                                    |
| قطر:                | 26,50 مم القلب:18,45 مم                                    |
| سمك:                | 2,01 مم                                                    |
| حافة:               | ملساء                                                      |
| تركيب:              | القلب: الألومنيوم 97%؛ المغنسيوم 3% الطوق: فولاذ AISI 430. |
| تاريخ الصك:         | 1994                                                       |
| رقم الكتالوج:       |                                                            |
| وجه                 |                                                            |
| وجه                 |                                                            |
| تصميم:              | رقم 10 منمنم ومستوحى من زخرف نقوشي من عهد الدولة المرينية. |
| مصمم:               | مجهول                                                      |
| تاريخ التصميم:      | مجهول                                                      |
| ظهر                 |                                                            |
| ظهر                 |                                                            |
| تصميم:              | رأس الشاهين الأمازيغي موجه نحو اليمين.                     |
| مصمم:               | مجهول                                                      |
| تاريخ التصميم:      | مجهول                                                      |

10 دينار جزائري هو إحدى الانقسامات النقدية المعدنية للدينار الجزائري المتداولة، من صنف ثنائي المعدن. تم إصدارها من طرف البنك الجزائري وشرع في تداولها ابتداء من 6 أبريل 1994.

## وصف
قطعة 10 دينار متكونة من طوق خالجي فولاذي مقاوم للصدأ، لونه رمادي فولاذي، ومن قلب برونزي أصفر اللون مرصع داخل هذا الطوق. قطرها 26,50 مم (قطر القلب: 18,45 مم) وسماكة 2,01 مم ووزنها 4,95 جم.

## الوجه
الموضوع الرسمي لوجه القطعة هو الرقم 10، منمنم ومستوحى من زخرفة نقوش من عهد المارينيين. على الطوق علامات بالأحرف العربية، في الأعلى مكتوبة كلمة «بنك الجزائر» وفي الأسفل كلمة «دنانير»، مفصولتان أفقيا بنجمتين.

## الظهر
الموضوع الرسمي لظهر القطعة هو باز أمزيغي موجه نحو اليمين ويمتد لببه على الطوق. وعلى الطوق في الأعلى تاريخ السك بالهجري وبالملادي.

## أنظر أيضًا
- دينار جزائري
- قائمة العملات المعدنية للدينار الجزائري